# Philippe de Gentil de Langallerie
Phillippe de Gentil, Marquis de Langallerie oder Langalerie der erste Baron von Saintonge (* Lyon 24. September 1661; † 18. September 1717 in Wien, nach anderen Angaben in Raab, dem heutigen ungarischen Győr) war ein französischer Adliger, der im frühen 18. Jahrhundert als hochrangiger Militär in mehreren Presseaktionen skandalöse Berühmtheit erlangte: 1706 mit dem von ihm öffentlich proklamierten Frontenwechsel in kaiserlich-österreichische Dienste, 1711 mit seinem ebenso öffentlich vollzogenen Übertritt von der katholischen zur reformierten Religion und 1716 als der Führer einer neuen religiösen Bewegung, die, so der öffentliche Verdacht, dicht davor stand, mit türkischer Unterstützung den Papst in Rom zu stürzen und die Machtverhältnisse im Mittelmeerraum neu zu ordnen.
Langallerie wurde 1716 in Stade gefangen genommen. Der in seine Projekte angeblich eingebundene Comte de Linange, Prince de Chabonois in Aurich; beide wurden noch im Sommer 1716 nach Wien überführt. Die Angaben über Langalleries Geburts- und Sterbeort differieren. Die meisten Quellen notieren, dass er in Wien starb, nachdem er in der Haft die Nahrung verweigerte, andere legen nahe, dass er nach Raab, dem heutigen ungarischen Győr verbracht wurde. Eine Reihe, zum guten Teil fiktionaler Schriften verbanden sich noch zu seinen Lebzeiten mit seinem Namen.

## Leben
Die Angaben zu Langalleries Herkunft weichen voneinander ab wie seine Altersangaben und die Zahl geführter Ehen. Die bestehende Forschung stimmt darin überein, dass er seine militärische Karriere der Bereitschaft verdankt, 1687 eine von der Madame de Maintenon ihm angebotene Ehe einzugehen mit der seinerzeit 46-jährigen Witwe des Präsidenten Franz Simiane de la Coste, Marie Anne de Pourroy, die am Hof Ludwigs des XIV. Oberhofmeisterin war und vier erwachsene Kinder in die Ehe brachte. Die Ehe sicherte Frau und Kinder ab und brachte Langallerie höfische Protektion.

### Militärische Karriere
In der französischen Armee machte er in den Kriegen des späten 17. Jahrhunderts, die am Ende in den Spanischen Erbfolgekrieg mündeten, eine steile Karriere bis zum General-Leutnant. Protektion erhielt er dabei von Catinat, Villeroi und Vendôme.
Gemeinsam mit Claude Alexandre de Bonneval sah sich Langallerie ab 1704 Anschuldigungen ausgesetzt, Geld unterschlagen zu haben – italienische Kriegskontributionen in Höhe von 60.000 Livres. Als Kriegsminister Michel Chamillart ihn zu einer Untersuchung nach Paris zitierte, entzog er sich – wie Bonneval – dem weiteren Verfahren durch den Wechsel in Kaiserliche Dienste. Beide Überläufer erlangten im Umkreis Eugen von Savoyens hohe Positionen in der österreichischen Armee und beide nahmen noch im Sommer 1706 an der Belagerung von Turin teil, die Frankreich die Kontrolle in Norditalien kostete.
1707 wurden Langallerie und Bonneval in Frankreich „in effigie“ hingerichtet. Anders als Bonneval gelang es Langallerie indes nicht, sich stabil in Österreichischen Diensten zu positionieren. Dienstangebote scheint er in alle Richtungen unterbreitet zu haben – erfolgreich in Sachsen, wo er eine dritte hochrangige Position als Feldmarschall erlangte. In Dresden heiratete er, mittlerweile verwitwet, zudem ein zweites Mal, die 1686 geborene Jeanne Marguerite de Frere, eine reformierte nach Deutschland geflohene Hugenottin, die soweit ersichtlich seinem Leben die weitere religiöse Orientierung gab.

### Konversion, private Ehekatastrophe und religiöse Projekte
Am 19. Juli 1711 konvertierte Langallerie mit erheblichem Presseaufwand von der katholischen zur reformierten Religion. Eine an die Zeitungen lancierte Nachricht verbreitete sich europaweit über die Gazette de Leyde. Eine offizielle Rechtfertigungsschrift kam mit Blick auf die Zeitungsnotiz in Frankfurt an der Oder veröffentlicht hinzu; sie wurde bis nach England rezipiert. Die markante Veröffentlichung legt die Vermutung nahe, dass der Religionsübertritt mit politischem Kalkül geschah. Friedrich I., der amtierende König in Preußen, stand der reformierten Religion freundlich gegenüber, der Übertritt geschah in geographischer Nähe zu Berlin an der Französischen Kirche zu Frankfurt an der Oder, er involvierte von der Frankfurter Universität Samuel Strimesius, der gute Beziehungen zum Berliner Hof unterhielt und 1703 als Unterhändler der Reformierten an Gesprächen über eine Religionsunion teilnahm.
Langallerie gelang es nicht, in Berlin weitere Protektion zu finden. Er entschied sich, in Kassel vorzusprechen – Landgraf Karl von Hessen-Kassel war bekannt für seine aufgeschlossene Haltung gegenüber reformierten Franzosen. Der Aufenthalt bei Hofe geriet jedoch zur privaten Katastrophe, nachdem der Regent das größere Interesse an der Gattin Langalleries fand; sie wurde Maitresse bei Hofe, eine Situation, der sich Langallerie in mehreren Reisen und einer zunehmend religiös motivierten „Projektiererei“ entzog. Kontakte mit Juden und reformierten Gemeinden brachten ihn durch Deutschland und ein erstes Mal in die Niederlande. Eine zweite Reise in die Niederlande trat er am 14. April 1714 an, sie ging auf direktem Wege über Marburg, Coesfeld und Amersfoort nach Amsterdam, wo er am 18. April eintraf.
In den Niederlanden hielt er sich vorwiegend in Amsterdam auf, zwei Aufenthalte in Den Haag kamen hinzu. In dieser Zeit verfasste er eine größere theologische Publikation, das mit dem 20. Juni 1713 eröffnende Christliche Tagebuch, eine politisch ausgerichtete Synthese christlicher Religion. Daneben unterhielt er eine ausgedehnte Korrespondenz über religiöse und politische Themen sowie Kontakte zu reformierten französischen Gemeinden, zur jüdischen Gemeinde in Amsterdam und zur Presse. Auf beiden Den Haag-Aufenthalten traf er sich mit der Madame DuNoyer, der wichtigsten Autorin aktuellen politischen Klatsches französischer Sprache.
In ein neues Stadium geriet das Projekt der Universellen Theokratie im Februar 1715, als Langallerie mit dem Hochstapler René Godeffroi Le Hachard, dem Comte de Linange, Prince de Chabanois, einen Vertrag abschloss, der vor allem das Ziel verfolgte, „das abscheuliche Monster, den Papst“ zu stürzen. Als „Admiralissimus der Theokratie“ – Langallerie fungierte als deren Generalissimus – gab sich Linange in den neuen Projektskizzen aus, die den Orden des Fleischgewordenen Wortes Gottes mit einem Handel- und Kolonialisierungsprojekt verbanden. Linange hatte eigene Erfahrung im Aufbau von Projekten als „König der Besetzung Angleport“, eines fiktiven Inselreichs vor Madagaskar, das er mit einer Handelsgesellschaft als Haupteinnahmequelle vertrat. Die Projekte Linanges waren dezidierte Spekulations-Betrugs-Projekte. Er hatte zuvor finanzkräftige französische Adlige für riskante Projektbeteiligungen gewonnen und war in Frankreich bereits zwei Mal inhaftiert worden.
Zudem schloss Langallerie mit Osman Aga, dem türkischen Repräsentanten, einen Vertrag ab, um in einer Allianz mit der Türkei den Sturz des Papstes in einem militärisch organisierten Coup zu arrangieren. Tatsächlich verfügten Langallerie und Linange Anfang 1716 plötzlich über erhebliche Finanzmittel und umgaben sich mit einer auffälligen Entourage. Die Bedienten wurden einheitlich eingekleidet. Alle Beteiligten zeigten mit einer gelben Feder Zusammengehörigkeit an, ohne dass klar war, wozu. Linange und Langallerie sammelten Siedler und erhoben Interessenten an der Theokratie in hohe Funktionärsposten. Man vermutete noch vor der Verhaftung in den Niederlanden türkisches Geld hinter der großzügigen Ausstaffierung des Gefolges.

### Gefangennahme und Tod
Der Verhaftung Langalleries und Linanges gingen Indiskretionen seines Sekretärs Meyer voraus, die T. O’Connor (1999) nachwies: Langallerie konferierte am 6. April 1716 mit schwedischen Abgesandten in den Niederlanden. Er beauftragte im Anschluss seinen Sekretär, den Text des Vertrages, den er mit den Türken geschlossen hatte, ins Deutsche zu übersetzen (eine den Schweden verständliche Sprache). Meyer wiederum verkaufte eine Abschrift des Vertrags an den österreichischen Residenten Baron von Heems, der die Nachricht noch selben Tages nach Brüssel an den vatikanischen Abgesandten Vincenzo Santini weiterleitete. Santini wiederum beauftragte einen Florentiner Agenten, Sebastiano Tani, Langallerie und Linange zu beobachten und gab im selben Zusammenhang am 16. April 1716 seiner Unsicherheit Ausdruck, ob die kursierenden Gerüchte nicht von Meyer inszeniert worden seien, um von den kaiserlichen oder vatikanischen Ansprechpartnern Geldzahlungen abzupressen. Meyer hatte sich am 9. April an Santini gewandt, sich dabei als Retter der Christenheit ausgegeben und für mehr Informationen eine kleine Entschädigung zur Unterstützung seiner Familie verlangt, was den Verdacht eines Betrugs nahelegte. Tani überwachte Langallerie und informierte von Heems und Santini mit Details, die mit den Tagebüchern Langalleries übereinstimmen: Dieser führte Verhandlungen in alle Richtungen, besuchte in Sardam einen Schiffsbauer und notierte nebenbei, dass ein italienischer Spion ihn observierte.
Die Haftbefehle gingen zwar schließlich am 30. Mai 1716 von den kaiserlich-österreichischen Behörden in Wien aus; der Vatikan in Rom scheint jedoch den Druck ausgeübt zu haben, auf den hin sich Wien des Falles annahm. Der Auslieferung Langalleries an Wien musste Großbritannien zustimmen, nachdem Stade, wo Langallerie mit seinem Gefolge verhaftet wurde, hannoveranisch geworden war und damit in den Machtbereich Georg I. fiel, der seit 1714 in London regierte. Als Bedingung zur Auslieferung Langalleries forderte Hannover respektive Großbritannien, dass die Gefangenen weder gefoltert noch hingerichtet würden. Sie wurden in der Folge nach Verhören in Stade und Aurich in einem kostenaufwändigen Verfahren nach Wien zur weiteren Untersuchung überführt, wo eine zweite Reihe von Untersuchungen stattfand.
Langallerie und Linange wurden in Wien des Plans der Konspiration mit den Türken überführt. Beide wurden zu lebenslanger Haft verurteilt. Langallerie starb noch 1717. Über das Ende Linanges sind keine Einzelheiten bekannt.

### Langallerie zugeschriebene Texte
Zwei Memoires wurden Langallerie im Lauf des 18. Jahrhunderts als Autor zugeschrieben. Beide werfen Rätsel auf. Das Rätsel der ersten Zuschreibung ist, dass sie sich zuerst auf einer Übersetzung in England und erst dann auf der Ausgabe einer vergleichbaren französischen Publikation findet – und dort auch nur für die Dauer einer einzigen Auflage. Der englische Text ist
- The memoirs of the marquess de Langallerie. Translated from the French (London: R. Burrough / J. Baker / E. Curll, 1708), 324 Seiten Google Books

- … The Second Edition Translated from the French, and continued to this present time (London: J. Round / N. Cliff, 1710), 416 Seiten estc.bl.uk
- … The Second Edition Translated from the French, and continued to this present time (London: W. Taylor, 1712), 416 Seiten.estc.bl.uk

W. H. McBurney gab 1960 als Vorlage dieses Buches an: "Translated from La Guerre d'Italie, ou Mémoirs du Comte D*** (Cologne: Pierre Marteau, 1703). Der ESTC korrigiert diese Angabeestc.bl.uk – die Quelle ist tatsächlich (zumeist Gatien de Courtilz de Sandras zugeschrieben): La Guerre d'Espagne, de Bavière et de Flandre, ou mémoires du Marquis D***. Contenant ce qui s’est passé … jusqu’à la fin de compagne de 1706 (Cologne: Pierre Marteau, 1707), ein Buch, das in den Niederlanden zwischen 1708 und 1713 mehrere Auflagen erlebte, wobei zwei Verleger einander bekämpften, jedoch gemeinsam den Text dem fiktiven Verleger Pierre Marteau unterschoben. Die englische Version ist stark gekürzt. 1710 wurde sie in einer "Second Edition" mit einem neuen Schluss erweitert, der Zeitungsgeschichte der letzten Jahre referiert, jedoch keine Memoirenhandlung mehr bietet. 1712 wurde diese "Second Edition" nachvermarktet: derselbe Buchblock erschien unter einem neuen Titelblatt, das das Druckjahr 1712 anbot und den Verlag und Händler wechselte.
Es gibt lediglich ein Indiz für eine parallele französische Langallerie-Attribution aus dem frühen 18. Jahrhundert – im Katalog der Library of Australia die Ausgabe:
- La guerre d’Italie, ou Memoires historiques, politiques, et galants du marquis de Langalerie: Contenant quantite de choses particulieres & secretes, qui de se sont passes dans les cours d'Allemagne, de France, d'Espagne, de Savote, & d'Italie: Avec plusieurs intrigues amoureuses de son Altesse royale (Cologne: Pierre-Marteau, 1709). Signatur: RB PEL 616 catalogue.nla.gov.au

Der Katalog der Australischen Nationalbibliothek erlaubt keine Rückschlüsse darauf, ob diese Publikation die Vorlage der englischen wurde (die Datierung spricht dagegen), und ob sie dem Strang der Ausgaben von La Guerre d'Italie oder dem Strang der Ausgaben von La Guerre d'Espagne zuzuordnen ist.
Nach Langalleries Tod erschien ohne Referenz auf die Vorgänger des frühen 18. Jahrhunderts auf Französisch, und 1747 ins Deutsche übersetzt:
- Mémoires du Marquis de Langallery, Lieutenant-Général des Armées de France, et Général-Feld-Maréchal-Lieutenant au Service de l'Empereur Charles VI.: Histoire interessante, où se trouvent un grand Nombre d'Anecdotes, qui concernent Mad. de Maintenon, Mrs. de Catinat, de Vendôme, Victor Amédée Duc de Savoire, ensuite Roi de Sardaigne, le Prince Eugène, August I. Roi de Pologne, la Port Ottomane, & quantité d'autres peu connues; écrite par lui-même dans sa Prison à Vienne en Autriche hrsg. Gautier de Faget (La Haye: Aillaud, 1743). Google Books

- Lebens-Beschreibung des Marki von Langallerie … worinnen sehr viel geheime Nachrichten enthalten, … Von ihm selbst in seinem Gefängnis zu Wien aufgezeichnet, nun aber wegen ihres besondern Inhalts ins Teutsche übersetzt von C. E. S. (Gotha: Johann Paul Mevius, 1747).

Die Veröffentlichung will den Lebensbericht Langalleries bieten, wie ihn sein Sekretär Müller kurz vor seinem Tode in die Hand bekam. Von diesem wollen die abschließenden Bemerkungen über den Tod Langalleries stammen.

### Von Langallerie veröffentlichte Texte
Die nachfolgenden Texte wurden mehr oder weniger explizit von Langallerie an die Presse lanciert.
- [Über den Wechsel in kaiserliche Dienste] Manifest de Philippe de Gentil de Marquis de Langalerie ... (Vienne: van Ghelen, 1706), 20 S., 8° Wolfenbüttel, Herzog-August-Bibliothek, Signatur: M: Gk 2190 (4)
- Apologie: ou il explique les motifs qui l'ont obligé de renoncer à la communion de l'église Romaine (Frankfort sur l'Oder, 1711). Halle UB: Ung I C 300 (3).

- The Marquis de Langalerie's reasons for renouncing the Popish religion; with the discourse addressed to him in the French Church of Frankfort upon the Oder, at his public abjuration of the errors thereof […] Translated from the French (London, 1713). Universitätsbibliothek München, British Library London.
- ... Second Edition (London: J. Downing, 1714).

- Manifeste de Son Excellence Monsieur Le Général Marquis de Langalerie. Auquel on ajoûté diverses Piéces importantes [1712] 68 Seiten. 4°
- Histoire des motifs de la conversion de Mr. le Marquis de Langalerie (Amsterdam: Jaques Desbordes, 1714).
- Copia Der Capitulation Des Marquisen de Langallerie Und des Printzen de Linange Mit dem Groß-Sultan [S.l.], [1716], [4] Bl.; 4°, GWLB Hannover: Bu 5745:18

- Tractaat, geslooten tussen den Turxen Sultan, den marquis de Langallerie, en den prins de Linangie: Hamburg, den 3 july (Amsterdam: Jacob Willemsz, 1716).

- Guillot de Marcilly, Relation historique et théologique d'un voyage en Hollande (Paris: Jacques Estienne, 1719). Google Books

- Besprochen in: Journal des Savants, 19. Februar 1720. Google Books
- Besprochen in: Antoine Gachet D'Artigny, Artikel XXI in Nouveaux mémoires d'histoire, de critique et de littérature, Tome 1 (Paris: Debure, 1749), S. 241–250 Google Books

- Antwort des sel. Herrn Marquis Langalerie auf das Sendschreiben des Herrn C. L. von Haller, betreffend dessen Abfall vom evangelisch-reformirten Glauben (Genf, 1821). 31 S. Bayerische Staatsbibliothek München.

### Texte zu Langallerie und Linange
- [Zu Langalleries Ausscheiden aus französischen Diensten] Europische Mercurius, 18.1 (1707), S. 18–119. Google Books
- [Über seine Konversion zur Reformierten Religion] Zeitungsartikel „Frankfurt an der Oder, 20. Juli 1711,“ Gazette de Leyde [vermutlich ein bis zwei Wochen später].
- Ein gantz neues Gesang, wegen dess Marquis de Langallerie und dem Graffen Linange, welche … arrestiret worden … und gefänglich … nacher Wienn geführt worden, etc. (Prag, 1716). British Library Signatur: 11521.a.4.
- Curieuse Beschreibung Derer beyden Alliirten Des Türckischen Reichs, Und ihrer Einbildung nach, grossen Fürsten in Morea, Nemlich des Marggrafens von Langalerie und prætendirten Landgrafens von Linange, Wie solche Nebst darzu gehörigen Documenten … zusammen getragen worden ([S.l.], 1716) [1] Bl., 20 S. 4° Stabi Berlin Unter den Linden Rara Lesesaal: 12 in: Bibl. Diez qu. 354.
- [Zur Verhaftung Linanges und Verhören] Europische Mercurius. 27.2, 1716, S. 157–164. Google Books
- The Historical Register, Containing an Impartial Relation of all Transactions, Foreign and Domestic, Volume I. For the Year 1716 (London: H. Meere, 1717), S. 335 ff. Google Books
- Langalerie, Philipp. von Gentil. Marqvis von. In: Johann Heinrich Zedler: Grosses vollständiges Universal-Lexicon Aller Wissenschafften und Künste. Band 16, Leipzig 1737, Sp. 593 f.
- David Fassmann, Die neu-entdeckten Elisäischen Felder … [Bd. 4 und 5.] … und was sich in denenselben zugetragen, als der Marquis von Langallerie … und … Don Lazarillo, von Tormes zugenannt, daselbst das zweytemal zusammen gekommen (Franckfurth/Leipzig [i.e. Rudolstadt], 1740; 1742).
- Christian August Vulpius: Etwas von dem Ritterorden Du verbe incarnè des Grafen Linage, des Stifters desselben und seines Freundes, des Marquis Langallerie Begebenheiten und Schicksalen. In: Deutsches Magazin. Bd. 12 Juli–Dezember (1796), S. 408–421. ub.uni-bielefeld.de
- Louis Mayeul Chaudon. „Langallerie“, in Dictionnaire universel, historique, critique et bibliographique ..., Volume 9 (Paris: Mame, 1810), S. 498–99 Google Books
- Biographie Universelle, Ancienne et Moderne., Bd. 23, Laa-Lei (Paris: L. G. Michaud, 1819), S. 345–346. Google Books
- James White, The history of the life and reign of Lewis XIV, King of France and Navarre: containing an exact and comprehensive relation of all the battles … with characters of the principal persons … and reflections on the most remarkable events, Volume 3 (London: James Hodges, 1743), S. 9–10, 29, 67, 88, 97–115, 123, 195, 208, 213, 246.
- Notice biographique sur feu M. le marquis de Langalerie (Genève: Guers, 1821), 15 S. Bayerische Staatsbibliothek München.
- Eugène Haag, Émile Haag, „Le Gentil“ in La France protestante: ou, Vies des protestants français qui se sont fait un nom dans l'histoire depuis les premiers temps de la réformation jusqu'à la reconnaissance du principe de la liberté des cultes par l'Assemblée nationale; ouvrage précéde d'une notice historique sur le ..., Volume 6 (Paris: J. Cherbuliez, 1856), S. 515–516. Google Books
- Karl Weber, „Der Marquis von Langallerie und der König von Madagascar. 1716“, in Mitteilungen aus dem Haupt-Staatsarchive zu Dresden Neue Folge, Bd. 2 (Leipzig: Bernhard Tauchnitz, 1861), S. 164–184 Google Books

- Sir Lascelles Wraxall, Remarkable Adventurers and Unrevealed Mysteries, Sir Lascelles Wraxall. The World's Mine Oyster (London: Richard Bentley, 1863), S. 292–310 Google Books Eine geraffte Fassung des vorigen.

- Hy. B. de Montégut, Philippe de Gentils de Lajonchapt, Marquis de Langallerie, premier Baron de Saintonge, Lieutenant-Général des armées du roi, Feld-maréchal au service d'Autriche, etc., 1661-1717 (Angouléme: Nadaut, 1866), 36 Seiten. Google Books
- Kaufmann, in Revue des études juives, 28 (1894), S. 193–211.
- Hermann von Rotenhan, Philippe de Gentils, marquis de Langalerie, französ. Generallieutenant, österr. General der Cavalerie, angeblich Kaiser von Madagaskar, polnischer General der Cavalerie etc. 1661 bis 1717 und Geschichte der Familie Gentils de Langalerie (München: 1895), 95 S. Bayerische Staatsbibliothek München: Geneal. 85 us.
- Arthur Michel de Boislisle, Les aventures du marquis de Langalerie (1661–1717) (Nogent-le-Rotrou: Daupeley-Gouverneur, 1898), 90 Seiten.
- N.-M. Gelber, Zur Vorgeschichte des Zionismus. Judenstaatsprojekte in den Jahren 1695-1845 (Wien: Phaidon, 1927), S. 24.
- N.-M. Gelber, „Quelques documents relatifs aux projects juifs du marquis de Langallerie“, Revue des études juives, 89 (1930), 224–36.
- Philipp Losch, „Langallerie und Bernold. Die Nebenfrauen des Landgrafen Carl von Hessen-Kassel,“ Zeitschrift des Vereins für hessische Geschichte und Landeskunde 59/60 (1934), 141–160.
- John T. O’Connor, „Une conspiration chimérique tramée par un 'comte imaginaire',“ in Complots et Conjurations dans l'Europe Moderne, eds. Yves-Marie Bercé and Elena Fasano Guarini (Rom: École Française de Rome, 1996), S. 411–421.
- Joseph Adler, Restoring the Jews to their Homeland: Nineteen Centuries in the Quest for Zion (J. Aronson, 1997), S. 95–97. ISBN 1-56821-978-4
- John T. O’Connor, „Exploitation and subversion of Utopian Ideals. The Schemes of Two French Exiles in the Netherlands“, EMF Studies in Early Modern France Vol. 5 (1999) 42–59 Google Books
- Olaf Simons, Marteaus Europa oder der Roman, bevor er Literatur wurde. Eine Untersuchung des deutschen und englischen Buchangebots der Jahre 1710-1720 (Amsterdam: Rodopi, 2001), S. 617–635, ISBN 90-420-1226-9
- Emmanuel Beeri, „Langallerie, Phillippe Gentil de“, in Encyclopaedia Judaica (2008), Jewish Virtual Library.
- Olaf Simons: Ein General als religiöser Projektierer. Der Fall Langallerie. In: Martin Mulsow (Hrsg.): Kriminelle, Freidenker, Alchemisten. Räume des Untergrunds in der Frühen Neuzeit. Böhlau, Köln 2014, S. 235–263, ISBN 978-3-412-20922-3.
- Lionel Laborie, Olaf Simons: Project Apocalypse. A History of the Théocratie du verbe incarné (www.pierre-marteau.com).